# Calianotus
Calianotus är ett släkte av mångfotingar. Calianotus ingår i familjen plattdubbelfotingar.
Kladogram enligt Catalogue of Life:
| Calianotus | \| \| Calianotus bituberculatus \| \| \| \| \| \| Calianotus sastianus \| \| \| \| |
|            | \| \| Calianotus bituberculatus \| \| \| \| \| \| Calianotus sastianus \| \| \| \| |
|            | Calianotus bituberculatus                                                          |
|            |                                                                                    |
|            | Calianotus sastianus                                                               |
|            |                                                                                    |